# Camallanus lacustris
Camallanus lacustris is een rondwormensoort uit de familie van de Camallanidae. De wetenschappelijke naam van de soort is voor het eerst geldig gepubliceerd in 1776 door Zoega.